# Marcia Brown
Marcia Joan Brown, född 13 juli 1918 i Rochester, New York, död 28 april 2015 i Laguna Hills, Kalifornien, var en amerikansk barnboksförfattare och illustratör som skrivit mer än 30 barnböcker.
Brown växte upp under depressionsåren och hade länge tankar på att bli läkare men hon bestämde sig för att bli lärare istället så hon sökte sig till New York State College for Teachers och undervisade sedan vid Cornwall High School i New York. Det var under sina år som lärare som hon också påbörjade sin författarkarriär med The Little Carousel år 1946.
Brown var en av endast två författare som vid tre tillfällen tilldelats Caldecott Medal som går till årets bästa bilderbok för barn. År 1992 tilldelades hon även Laura Ingalls Wilder Medal för hennes livsverk som blivit översatt till en mängd språk, dock ännu inte svenska.